# Chalcides pseudostriatus
Espèce
Statut de conservation UICN

 NT  : Quasi menacé
Chalcides pseudostriatus est une espèce de sauriens de la famille des Scincidae.

## Répartition
Cette espèce se rencontre dans le Nord-Ouest du Maroc et dans l'enclave de Ceuta en Espagne.

## Publication originale
- Caputo, 1993 : Taxonomy and evolution of the Chalcides chalcides complex (Reptilia, Scincidae) with description of two new species. Museo Regionale Di Scienze Naturali Bollettino, Turin, vol. 11, no 1, p. 47-120.